# Edizione Rahlfs della Septuaginta

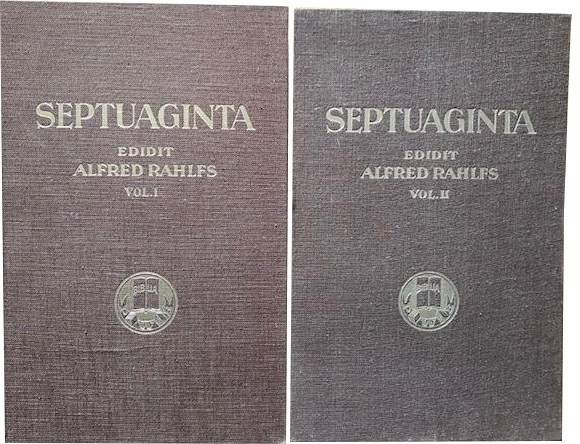
I due volumi dell'edizione

Con Bibbia Rahlfs si intende comunemente l'edizione critica della Bibbia Settanta realizzata nel 1935 dal filologo tedesco Alfred Rahlfs (1865-1935), dal titolo completo  Septuaginta, id est Vetus Testamentum Graece iuxta LXX interpretes, 2 volumi.
Nella sua edizione originale Rahlfs confrontò i principali manoscritti allora disponibili (Codice Vaticano, Sinaitico e Alessandrino); rappresenta il testo di riferimento dell'Antico Testamento in greco.
Nel 2006 Robert Hanhart, ha curato una nuova versione del testo, ora nota come Rahlfs-Hanhart, dal titolo completo Die Standardausgabe des griechischen LXX-Textes (Stuttgart).